# Acreophthiria
Acreophthiria is een vliegengeslacht uit de familie van de wolzwevers (Bombyliidae). De wetenschappelijke naam van het geslacht werd voor het eerst geldig gepubliceerd in 1986 door Evenhuis.

## Soorten
- A. americanus (Coquillett, 1894)
- A. egerminans (Loew, 1872)
- A. maculipennis (Cole, 1923)
- A. similis (Coquillett, 1894)